# Susanne Krahe
Susanne Krahe (* 27. November 1959 in Unna; † 20. August 2022) war eine deutsche evangelische Theologin und Autorin.

## Leben
Krahe studierte von 1978 bis 1985 evangelische Theologie in Münster. Bis 1989 arbeitete sie dort am Alttestamentlichen Seminar als wissenschaftliche Hilfskraft. 1989 erblindete sie infolge einer Diabeteserkrankung, wodurch ihre wissenschaftliche Laufbahn beendet war. Seitdem war sie in Unna als freie Schriftstellerin und Autorin tätig und verfasste Radiobeiträge, Hörspiele, Romane und ihre Autobiografie.
2001 wurde sie für ihr Hörspiel Lisabetha mit dem Robert-Geisendörfer-Preis, dem Medienpreis der evangelischen Kirche, ausgezeichnet.
Susanne Krahe starb am 20. August 2022 nach langer, schwerer Krankheit.

## Werke

### Bücher
- Das riskierte Ich. Paulus aus Tarsus. Gütersloher Verlagshaus, Gütersloh 1991, ISBN 3-579-02275-X.
- Auf Maulbeerbäumen sitzt es sich nicht sehr bequem. Biblische Anstößigkeiten. Patmos, Düsseldorf 1996, ISBN 3-491-77979-0.
- Blinden-Blick. Reisen in das beschädigte Leben. Patmos, Düsseldorf 1996, ISBN 3-491-72354-X.
- Die Letzten werden die Ersten sein. Echter, Würzburg 1997, ISBN 3-429-01935-4.
- Ermordete Kinder und andere Geschichten von Gottes Unmoral. Echter, Würzburg 1999, ISBN 3-429-02080-8.
- Adoptiert: Das fremde Organ. Transplantation als Grenzerfahrung. Gütersloher Verlagshaus, Gütersloh 1999, ISBN 3-579-00999-0.
- Rahels Rache. Biblische Provokationen. Neukirchener, Neukirchen-Vluyn 2000, ISBN 3-7975-0006-8.
- Der defekte Messias. Alternative Passionserzählungen. Neukirchner, Neukirchen-Vluyn 2002, ISBN 978-3-7975-0042-7.
- Aug' um Auge, Zahn um Zahn? Beispiele biblischer Streitkultur. Echter, Würzburg 2005, ISBN 3-429-02669-5.
- Markus, der Zweifler. Neukirchener, Neukirchen-Vluyn 2010, ISBN 978-3-7887-2398-9.
- Der Geschmack von Blau. Was ich weiß, seit ich nichts mehr sehe. Autobiographie. Neukirchener, Neukirchen-Vluyn 2011, ISBN 978-3-7615-5859-1.
- Mit Eberhard Fincke: Organspende – ein Akt der Nächstenliebe?: Pro und Contra Transplantationsmedizin. Echter, Würzburg 2013, ISBN 978-3-429-03584-6.

### Hörspiele
- Symbiose. Deutschlandradio Berlin 1996
- Grenzgang. WDR 1997
- Die Fütterung. WDR 1998
- Lisabetha. Radio Bremen 2000
- Das Blindenspiel. WDR 2001